# Ljubov Kvasnicová Psotová
Ljuba Psotová, provdaná Kvasnicová, známá též jako Ljubov (21. března 1911 Přerov – 25. února 1985 Brno) byla česká tanečnice, členka baletu Národního a Zemského divadla v Brně a baletní pedagožka.

## Život
Ljubov Kvasnicová Psotová se narodila do umělecké rodiny jako prostřední ze tří dětí, ale z matčina prvního manželství měla ještě nevlastní sestru Magdu Šlosovou. Vyrůstala v rodném Přerově. Její matka Anna Psotová (roz. Knitlová) byla profesionální primabalerínou, která se tanci a hudbě věnovala i jako pedagožka poté, co si v Přerově otevřela baletní školu. Otec Jaroslav Psota byl profesorem a později ředitelem obchodní akademie v Přerově. Divadlu se věnoval společně s manželkou Annou s cílem rozvíjet ve městě baletní umění.  Ljubov vyrůstala s dvěma vlastními bratry, starším Vladimírem (1906–1941, známý jako Voloďa) a mladším Ivanem (1908–1952, známý jako Ivo Váňa), který měl stejně jako Ljuba od útlého dětství herecké a pohybové nadání. Tanci se oba věnovali nejprve pod vedením své matky. Sourozenci byli také výtvarně nadaní a Ljubov původně chtěla studovat na uměleckoprůmyslové škole. Když jejich otec v roce 1926 zemřel, přestěhovala se Ljubov do Brna, kde společně s bratrem jako externí pedagogové vedli divadelní baletní školu, kterou na brněnské konzervatoři v roce 1921 založil tanečník, choreograf a pedagog Jaroslav Hladík. V roce 1928, když byl Hladík jmenován šéfem baletu Národního divadla v Praze, ji převzal I. V. Psota.

## Divadelní působení
Od roku 1927 působila Ljubov již jako členka baletu v brněnském Národním divadle (roku 1931 bylo přejmenováno na Zemské divadlo v Brně), do kterého nastoupila v době, kdy tam už jako sólista působil bratr Ivan, jenž se později stal jejím učitelem a choreografem. Ještě během angažmá v Brně Ljubov odjela studovat k Achille Viscusi do Ostravy a následně do pražského Národního divadla, kde se v roce 1933 vzdělávala pod vedením Jaroslava Hladíka a Elizavety Nikolské, jejíž výuková metoda tradiční ruské baletní školy jí byla inspirací pro pozdější pedagogickou činnost. V témže roce se vydala za studiem tance do Paříže k Olze Preobraženské, v jejíž baletní škole strávila celkem tři roky a nadále pracovala na klasické taneční technice. V roce 1934 své vzdělání rozvíjela u Nikolaje Legata v Londýně. Vše dokládají dochovaná vysvědčení, jež Ljubov po absolvování obdržela. Tyto možnosti se jí naskytly především díky bratrovi, který byl v té době považován za světového baletního mistra. Ve stálém angažmá v brněnském divadle zůstala do roku 1939. Jako členka baletního souboru je velmi často spojována s režisérem Oldřichem Novým, v jehož operetách vystupovala. Už od dětství v divadle tancovala po boku svého bratra, ale nikdy se na rozdíl od něj neprosadila jako představitelka velkých rolí, jelikož prvenství díky své pokoře přenechávala bratrovi a manželovi. Jednou z takových baletních inscenací bylo například Labutí jezero, jehož premiéra se odehrála v roce 1930 v Divadle Na hradbách v Brně (dnešní Mahenovo divadlo). Sourozenci jsou rovněž zachyceni na fotografii z roku 1931 z inscenace zpěvohry Z Brna do Brna, kterou režírovala dvojice Oldřich Nový a Erry Saša, vlastním jménem Vilém Skoch. Pro Ljubov byla podstatnější pedagogická činnost, především v oblasti klasických a charakterních tanců, ve kterých se na jevišti uplatňovala nejčastěji.

## Pedagogická činnost
V Brně se Psotová seznámila s Rudolfem Kvasnicou, českým pianistou, varhanním virtuózem a hudebním skladatelem, který v letech 1920–1943 zastával v Národním divadle pozici sbormistra a kapelníka, a později se za něj provdala. Společně pak odešli do Gottwaldova (dnešního Zlína). Zde si Ljubov otevřela vlastní baletní školu, kterou vedla v letech 1948–1954, zatímco její manžel působil jako šéfdirigent zlínské Filharmonie Bohuslava Martinů. Vzhledem k tomu, že Rudolf Kvasnica v roce 1956 získal místo šéfdirigenta v Karlínském divadle, musel se pár přesunout do Prahy, kde pobýval do roku 1962. Ljubov se v Karlínském divadle stala vedoucí baletu. Rudolf Kvasnica už v dřívějších dobách spolupracoval mimo jiné s I. V. Psotou na několika operetách, například Pojďte k nám aneb Špilberku zelený (1928), Ide Maryna (1930), Šavlenka broušená (1937) nebo Bílé růže (1939).

## Baletní škola I. V. Psoty
V roce 1929 si Ivo Váňa Psota, tehdy jako šéf Baletu při brněnském Národním divadle, založil v Brně vlastní soukromou baletní školu nazvanou Taneční ústav klasického baletního umění, která se kromě baletu zaměřovala nejen na charakterní tance, ale také na veřejné vystupování. Kurzy byly otevřeny všem věkovým kategoriím. Ljubov se věnovala dětem a Ivo dospělým tanečníkům šestého ročníku. Ihned po otevření si škola získala velký ohlas a byla považována za prestižní instituci s vysokou vzdělávací úrovní. V té době už byl Psota světově proslulou taneční osobností, ale dobré jméno si škola budovala rovněž na základě autoritativního a profesionálního přístupu k začínajícím tanečníkům. Když pak I. V. Psota v letech 1932–1936 působil v baletní skupině Ballet Russe de Monte Carlo a následně v letech 1941–1947 zastával post uměleckého šéfa baletu Metropolitní opery v New Yorku, vedla školu jeho sestra Ljubov. V letech 1952–1960 zde vyučovala také Olga Kvasnicová (1920–2001), dcera manželů Kvasnicových. Hlavní pedagogickou činnost v Psotově škole převzala v době, kdy Ljubov s Rudolfem působili v Karlínském divadle v Praze, a sama ji pak vedla až do roku 1960. Psotova taneční škola před válkou spolupracovala se soukromou školou rytmiky a tance Karly Hladké, jejímž sídlem se stala vila Tugendhat v Brně. Tato škola byla od roku 1945 oficiálně známá jako Ústav tělesné kultury Karly Hladké. Díky této spolupráci měla i Psotova taneční škola možnost k některým lekcím využívat prostory vily. Vila Tugendhat však byla pouze jedním z mnoha netradičních působišť, která škola využívala. Zázemím se stala různá prostředí, například bývalá tiskárna deníku Rovnost na dnešním Moravském (tehdy Lažanském) náměstí nebo studentská menza na Cihlářské ulici č. 21. Teprve postupem času začala škola působit v divadelních zkušebnách dnešního Mahenova divadla. Název byl poprvé změněn po roce 1948, kdy škola přestala fungovat jako soukromý subjekt a v roce 1964 přijala označení „Baletní škola Státního divadla v Brně“. Po I. V. Psotovi je dnes pojmenována taneční škola, která je součástí baletu NdB.

## Absolventi Baletní školy I. V. Psoty[10]
Řada profesionálních tanečníků začínala v Psotově baletní škole pod vedením Ljubov Kvasnicové Psotové. Mezi tamní úspěšné absolventy a držitele mnoha ocenění patří například Olga Skálová, Olga Pásková, Jiřina Šlezingrová, Věra Avratová (Nermutová), Růžena Elingrová Asmusová, Petra Vévodová Šprláková, Mira Figarová, Věra Vágnerová, Eva Jahodová, Miroslav Kůra, Jiří Nermut, Rudolf Karhánek, Richard Böhm, Otto Strejček nebo Vlastimil Jílek.

## Výběr rolí (Národní divadlo Brno)[9]
1928 Vincent Youmans: No, no, Nanette!, Grace, režie Oldřich Nový
1928 Oldřich Nový, Erry Saša: Pojďte k nám aneb Špilberku zelený, Mela, režie Oldřich Nový  
1928 Bohuslav Martinů:Vzpoura (večer moderních baletů), Dáma ve večerní toiletě, režie Ota Zítek  
1929 Johann Strauss: Cassanova, Špičková polka, režie Oldřich Nový
1929 Jacques Offenbach: Orfeus v podsvětí, Mouchy, režie Oldřich Nový
1929 Jaap Kool: Kolovrátek, Jelizaveta, režie Ota Zítek
1930 Vítězslav Novák: Signorina Gioventú, Dáma v masce, režie Vilém Skoch  
1931 Bedřich Smetana: Prodaná nevěsta, Furiant, režie Jaroslav Kvapil
1933 Vincent Youmans: Ne, ne, Nanette!, Grace, režie Oldřich Nový
1933 Rudolf Friml: Král tuláků, Tarantella, režie Oldřich Nový
1934 Vlastislav Antonín Vipler: Na Svatém Kopečku, Marta/Frony, režie Vilém Skoch
1935 Rejngold Moricevič Glier: Makový květ (Rudý mák), Chrámová tanečnice, režie František Lukas
1935 Krešimir Baranović: Perníkové srdce, Cikánka, režie Branko Gavella
1935 Panny moudré a panny pošetilé (Hry o Marii), Panny pošetilé, úprava Vítězslav Nezval
1937 Wolfgang Amadeus Mozart: Malí uličníci, Vrchní kuchařka, režie Rudolf Walter
1938 Panstvo na dvoře, Slepice, režie Ivo Váňa Psota